# István Molnár
István Molnár (Galanta, 5 gennaio 1913 – Budapest, 1º luglio 1983) è stato un pallanuotista ungherese, vincitore di una medaglia d'oro all'olimpiade di Berlino 1936 e agli europei di Londra 1938. Vinse due campionati ungheresi, rispettivamente con il Ferencvaros ed il Vasas.